# Слупск (станция)
Слупск (пол. Słupsk) — пассажирская и грузовая железнодорожная станция в городе Слупск, в Поморском воеводстве Польши. Имеет 3 платформы и 6 путей. Относится по классификации к категории B, т.е. обслуживает от 1 до 2 миллионов пассажиров ежегодно.
Станцию построили вместе с железнодорожной линией Гданьск — Щецин в 1869 году, когда город Слупск (нем. Stolp, Штольп) был в составе Королевства Пруссия. Теперь существующее здание вокзала построили в 1991 году.